# ジーン・スピーグル・ハワード
ジーン・スピーグル・ハワード（Jean Speegle Howard,  1927年1月31日 - 2000年9月2日）は、アメリカ合衆国の女優である。

## 来歴
1927年、オクラホマ州のダンカンに生まれる。1975年に息子のロン・ハワードが主演するテレビ映画『ハックルベリー・フィンの冒険』に出演して映画デビュー。それから10年後の1985年に、息子のロンが監督したSFファンタジー映画『コクーン』に出演以来、脇役ではあるがマイケル・キートン、山村聰ら出演の『ガン・ホー』やトム・ハンクス主演の『アポロ13』など、ロンが監督した映画にたびたび出演している。

### 私生活
夫は俳優のランス・ハワードで、息子は俳優・映画監督として知られるロン・ハワードと、その弟のクリント・ハワードという芸能一家である。女優として活躍し、ロンの娘であるブライス・ダラス・ハワードは、孫にあたる。

### 死去
2000年、9月2日にカリフォルニア州のロサンゼルスにて死去。73歳だった。

## 出演作品

### 映画
- ハックルベリー・フィンの冒険 Huckleberry Finn (1975) ※テレビ映画
- コクーン Cocoon (1985)
- ガン・ホー Gung Ho (1986)
- A Smoky Mountain Christmas (1986)
- 3人のゴースト Scrooged (1988)
- We'll Take Manhattan (1990) ※テレビ映画
- I Don't Buy Kisses Anymore (1992)
- ザ・ペーパー The Paper (1994)
- アポロ13 Apollo 13 (1995)
- Black Sheep (1996)
- Where Truth Lies (1996)
- マチルダ Matilda (1996)
- 元大統領危機一発／プレジデント・クライシス My Fellow Americans (1996)
- フェイクディール／偽札 Traveller (1997)
- ロス・ロコス Los Locos (1997)
- Sparkle and Charm (1997)
- Spoiler (1998)
- ナイト・コール The Night Caller (1998)
- Mr. マーダー Mr. Murder (1998)
- The Hiding Place (2000)

### テレビドラマ
- マトロック Matlock (1987)
- コーキーとともに Life Goes On (1989)
- 特捜隊アダム12 The New Adam-12 (1990)
- 素晴らしき日々 The Wonder Years (1993)
- 新スーパーマン Lois & Clark: The New Adventures of Superman (1993, 1996)
- Empty Nest (1994)
- Married with Children (1994, 1995, 1996)
- ロザンヌ Roseanne (1995)
- マッドTV! MADtv (1995)
- Deadly Games (1995)
- Malcolm & Eddie (1996)
- Grace Under Fire (1996)
- Unhappily Ever After (1996, 1997, 1998)
- Meego (1997)
- バフィー 〜恋する十字架〜 Buffy the Vampire Slayer (1997)
- Beyond Belief: Fact or Fiction (1997)
- Fired Up (1997, 1998)
- ふたりの男とひとりの女 Two Guys, a Girl and a Pizza Place (1998)
- Two of a Kind (1998)